# Waipara River (Arawhata River)
Der Waipara River ist ein Fluss in Neuseeland, der in den Neuseeländischen Alpen entspringt und über den Arawhata River an der Westküste der Südinsel in die Tasmansee entwässert. Der Name der Māori lässt sich frei als „Schlammiges Wasser“ übersetzen.

## Geographie
Der Waipara River bildet der Abfluss eines Gletschersees, der vom Bonar-Gletscher gespeist wird. Er fließt in nördlicher Richtung zwischen der Haast Range im Osten und der Waipara Range im Westen bis zur Mündung am Nordende der Letztgenannten. An den Hängen fließen viele benannte Bäche herab, in deren Verlauf vielfach Wasserfälle mit Fallhöhen weit über 50 m, teils auch über 100 m liegen, wie die Benmore Falls. Im Flussverlauf liegen zudem mehrfach Stromschnellen, wie die Cabin Pass, Companion Ladder und Gorge Rapids.
Abgesehen von den letzten Kilometern an der Mündung sind der Fluss und sein Einzugsgebiet Teil des Mount-Aspiring-Nationalparks. Der namensgebende 3033 m hohe Mount Aspiring/Tititea bildet mit seiner Südflanke die nördliche Begrenzung des den Fluss speisenden Bonar-Gletschers.